# NGC 5873
NGC 5873 is een planetaire nevel in het sterrenbeeld Wolf. De nevel werd op 2 mei 1883 ontdekt door de Britse astronoom Ralph Copeland.

## Synoniemen
- PK 331+16.1
- ESO 328-PN34